# Première circonscription d'Alem Gena
La première circonscription d'Alem Gena est une des 177 circonscriptions législatives de l'État fédéré Oromia, elle se situe dans la Zone Sud-ouest Shoa. Son représentant actuel est Mehret Kebede Gari.